# Burgerlijk Wetboek
Pour les autres articles nationaux ou selon les autres juridictions, voir Code civil.
Burgerlijk Wetboek de 1838
Le Burgerlijk Wetboek est le code civil néerlandais.

## Historique

### Burgerlijk Wetboek de 1838
Lorsque les Pays-Bas obtiennent leur indépendance de la France le 21 novembre 1813, le Code Napoléon est d'application. Une commission présidée par Joan Melchior Kemper est très vite mise en place et propose un projet dès 1814. Cependant, le Congrès de Vienne incorpore la Belgique aux Pays-Bas. Les Belges, restés plus francophiles que les Néerlandais, réclament de participer à l'élaboration d'un code qui ne s'éloignerait pas trop du code français.
Une nouvelle commission composée à majorité de Belges et présidée par Pierre Thomas Nicolaï est mise en place. Ses travaux se font en français. Afin d'éviter que le parlement ne dénature le projet de la commission lors des discussions et de l'adoption du texte, Nicolaï propose que le parlement décide a priori des grands principes du code, et qu'une fois le code rédigé, il ne puisse plus qu'adopter ou refuser le projet. Cette méthode sera reprise par Meijers pour le Nieuw Burgerlijk Wetboek. La révolution belge retarde et complique les travaux mais le Burgerlijk Wetboek finit par se terminer et entre en vigueur le 1er octobre 1838.
Ce code comprend quatre livres : Des personnes (ce livre comprend les régimes matrimoniaux), Des choses (ce livre comprend les droits de successions), Des obligations, Des preuves et de la prescription. Ce plan est un compromis entre le Code français et les travaux de Grotius.

### Naissance du Nieuw Burgerlijk Wetboek
L'indépendance de la Belgique retire des Pays-Bas ses éléments francophones. Beaucoup de juristes plaident pour la suppression du « Code belge ».[réf. nécessaire] Après son retour des camps de concentration, Meijers est chargé de l'université de Leyde est chargé en 1947 de rédiger un nouveau Code civil. Il rédige seul les quatre premiers livres mais son décès en 1954 ralentit les travaux. Une commission présidée par Snijders reprend alors la charge de rédaction.
Les deux premiers livres « Droit des personnes » et « Personnes morales » entrent en vigueur en 1970 ; le livre 8 « Droit des transports » en 1991 ; le livre 3 « Droit patrimonial en général », le livre 5 « Droit des biens », le livre 6 « Droit des obligations en général » et une partie du livre 7 « Contrats spéciaux » en 1992 ; le livre 4 « Droit des successions » en 2003 et le livre 10 « Droit international privé » en 2012. Le livre 9 et une partie du livre 7 n'ont pas encore été rédigés.

## Contenu
Le code néerlandais s'est inspiré des principaux codes européens : la tradition reste française mais de nombreuses inspirations ont été cherchées chez le voisin allemand.
Ses dispositions sont détaillées et laissent moins de place à l'interprétation de juge que le Code français.
Comme le droit allemand, le code néerlandais se veut basé sur la raison et non sur la casuistique. Il contient des clauses générales, « des articles atténuant la rigidité résultant de la loi ».